# John Page (New Hampshirepolitiker)

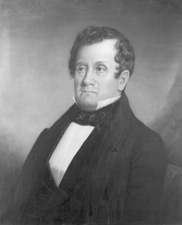
John Page

John Page, född 21 maj 1787 i Haverhill i New Hampshire, död 8 september 1865 i Haverhill, var en amerikansk politiker. Han representerade delstaten New Hampshire i USA:s senat 1836–1837. Han var guvernör i New Hampshire 1839–1842. Han var demokrat under sin tid som guvernör och senare var han med om att grunda republikanerna i New Hampshire.
Page var verksam som jordbrukare. Han deltog som löjtnant i 1812 års krig.
Page efterträdde 1836 Isaac Hill som senator för New Hampshire. Han efterträddes 1837 av Franklin Pierce. Page efterträdde sedan 1839 Hill som guvernör. Han efterträddes 1842 i guvernörsämbetet av Henry Hubbard.
John Page avled 1865 och gravsattes på Ladd Street Cemetery i Haverhill.